# Круглая сардина
Круглая сардина, или алаша, или круглая сардинелла, или сардинелла, или тропическая сардина (лат. Sardinella aurita) — вид морских лучепёрых рыб семейства сельдевых.

## Описание
Длина тела составляет от 25 до 30 см, реже до 33 см. Строением тела похожа на европейскую сардину, отличаясь от неё более вытянутым и толстым телом. Хвостовой плавник сильно вилочковый. Спина синевато-зелёного цвета, боковые стороны — серебристые. Жёлтая полоса по бокам может казаться коричневой. Брюшной плавник имеет 8 раздельных лучей, что отличает данный вид от других представителей рода.

## Ареал и среда обитания
Вид распространён в Средиземном море (в Чёрном море встречается изредка), в восточной Атлантике от Гибралтара до Салданья-Бей, Южная Африка. В западной Атлантике от Кейп-Код в США до Аргентины, также в водах Багамских, Антильских островов, Карибском бассейне и в Мексиканском заливе.
Рыбы живут большими стаями на глубине от 10 до 80 метров, иногда близко к поверхности воды или на глубине до 350 м. Питаются большей частью зоопланктоном, а также фитопланктоном, особенно молодь.

## Биология
Размножение и кладка яиц происходит на протяжении всего года. Молодь часто держится вблизи мест появления на свет, и только с наступлением половой зрелости начинает плавать в глубоких холодных водах на дальние расстояния. Алаша предпочитает температуру воды от 14,5 до 30° С и солености не ниже 34 ‰.
Эти рыбы достигают половой зрелости в возрасте 1—2 лет по достижении длины 12—13 или 15—16 см. Нерест происходит в прибрежной зоне, на глубине до 50 м. Молодь развивается  у берегов, в тёплой воде эстуариев и лагун. При понижении солёности воды в сезон дождей алаша отходит от берегов. Алаша совершает вертикальные кормовые миграции, ночью поднимаясь к поверхности, а днём опускаясь в толщу воды или в придонный слой на глубину до 200 м. Рацион состоит из зоопланктона и фитопланктона, главным образом из веслоногих рачков. Алаша образует мощные придонные скопления после нереста. Годовалая алаша достигает длины 14—16 см, трёхлетка — 22—28 см, к концу пятого года жизни — 26—34 см.

## Взаимодействие с человеком
Вид является важным объектом промысла. Основные места промысла - побережье Западной Африки, Средиземное море, вдоль берегов Венесуэлы и Бразилии. По сравнению с другими сардинеллами алаша менее жирная, содержание жира в её теле колеблется от 0,5 до 10 %.